# 黑點-綠點 (加利福尼亞州)
黑點-綠點（英語：Black Point-Green Point）是位於美國加利福尼亞州馬林縣的一個人口普查指定地區。

## 地理
黑點-綠點的座標為38°06′35″N 122°30′14″W / 38.10972°N 122.50389°W，而該地最高點為海拔高度9米（即30英尺）。

## 人口
根據2010年美國人口普查的數據，黑點-綠點的面積為7.50平方千米，當中陸地面積為7.32平方千米，而水域面積為0.18平方千米。當地共有人口1306人，而人口密度為每平方千米174人。